# ビル・ヘイリー (小惑星)
ビル・ヘイリー (79896 Billhaley) は小惑星帯に位置する小惑星である。1999年1月20日、チェコのクレチ天文台で発見された。
「ロック・アラウンド・ザ・クロック」のヒットで知られるアメリカ合衆国のミュージシャンビル・ヘイリーに因んで命名された。